# Saint-Symphorien-le-Valois
Saint-Symphorien-le-Valois település Franciaországban, Manche megyében. Lakosainak száma 816 fő (2018. január 1.). Saint-Symphorien-le-Valois Bolleville, La Haye, Montgardon, Neufmesnil és Surville községekkel határos.

## Népesség
A település népessége az elmúlt években az alábbi módon változott:
| Lakosok száma | 399  | 452  | 558  | 600  | 713  | 795  | 823  | 819  | 819  | 816  |
|               | 1962 | 1968 | 1982 | 1990 | 1999 | 2008 | 2011 | 2013 | 2017 | 2018 |